# Edibe
Edibe ist ein türkischer weiblicher Vorname arabischer Herkunft mit der Bedeutung „anständige Frau“.

## Namensträgerinnen
- Edibe Gölgeli (* 1978), Schweizer Politikerin kurdisch-türkischer Herkunft
- Edibe Sözen (* 1961), türkische Soziologin und Politikerin
- Edibe Sulari (1953–1993), türkisch-alevitische Volkssängerin